# 中小田古墳群
中小田古墳群（なかおだこふんぐん）は、広島県広島市安佐北区口田町にある古墳群。1996年（平成4年）11月11日に国の史跡に指定された。

## 出土状況
太田川下流左岸の太田川に沿って南から北へ広がる標高60メートルから130メートルの丘陵尾根に存在する12基から成る古墳群である。1961年（昭和36年）に三角縁神獣鏡や甲冑類などが出土し、1979年（昭和54年）に保存目的で行われた発掘調査では、前方後円墳（第1号）1基、帆立貝式古墳（第4号）1基、円墳8基が見つかった。さらに、後に新たに円墳2基も発見された。
1号墳からは三角縁神獣鏡や甲冑類の他にも、古墳時代前期後半（4世紀後半）の車輪石や玉類、鉄斧等が出土した。2号墳からは、古墳時代中期前半（5世紀前半）の素文鏡・衝角付冑・鉄剣・蛇行剣形鉄製品・大刀・刀子・鎌・斧等様々なものが出土している。古墳群は、この地域における沖積平野と内海交通の役割を果たしたと考えられている。
| 名称       | 中小田古墳群                                                             |
| 指定       | 国指定                                                                   |
| 種別       | 史跡                                                                     |
| 種類       | 古墳群                                                                   |
| 主な遺構   | 古墳14基、竪穴建物跡3棟（弥生時代）                                      |
| 主な遺物   | 三角縁神獣鏡、車輪石、鉄剣、鉄鏃                                         |
| 所在地     | 広島市安佐北区口田町・口田南町・口田南                                   |
| 指定年月日 | 1996年（平成4年）11月11日                                                |
| アクセス   | 「広島バスセンター」から「高陽方面行」のバスで「中小田」下車、東側丘陵上 |